# Igreja da Sagrada Família (Rio de Janeiro)
A Igreja da Sagrada Família é uma igreja situada no bairro da Ribeira, na Zona Norte da cidade do Rio de Janeiro. Sede da paróquia que recebe o mesmo nome. Localiza-se no final da Rua Morro do Ouro, também conhecida como ladeira da capela no bairro da Ribeira. Foi a quarta igreja a ser construída na Ilha do Governador.
A igreja foi aberta ao culto público em 27 de agosto de 1913, tendo sua festa de inauguração sido realizada em 7 de setembro do mesmo ano. A autorização para sua construção foi dada por Cardeal Arcoverde, na época arcebispo da cidade do Rio de Janeiro, em 22 de março de 1911. A pedra fundamental da capela foi lançada no dia 17 de agosto de 1911. Atualmente o pároco é o Padre Rafael dos Santos. 
O templo é patrimônio histórico tombado pela Cidade do Rio de Janeiro. Além da riqueza arquitetônica o espaço conta com uma das mais belas vistas da baía de Guanabara sendo possível ver os mais importantes pontos turísticos da cidade até mesmo o Dedo de Deus em Teresópolis
O nome da igreja é uma referência à Sagrada Família, composta por Jesus, Maria e José. Outra edificação que faz uso desse nome é o Templo Expiatório da Sagrada Família, situado a cidade espanhola de Barcelona e desenhado pelo arquiteto catalão Antoni Gaudí.